# Raszid Lachdar
Raszid Lachdar, Rachid Khdar (ar. رشيد لخضر; ur. 16 sierpnia 1967) – marokański zapaśnik walczący w stylu klasycznym. Olimpijczyk z Barcelony 1992, gdzie zajął jedenaste miejsce w kategorii 62 kg.
Czwarty na igrzyskach śródziemnomorskich w 1991 i siódmy w 1993. Dwukrotny srebrny medalista mistrzostw Afryki, w 1990 i 1992 roku.
- Turniej w Barcelonie 1992

Przegrał wszystkie walki, kolejno z Amerykaninem Buddym Lee i Szwajcarem Hugo Dietschem.